# Писаница на Еловом мысе
Пи́саница на Ело́вом мы́се (Писаница Елового мыса) — скалы с наскальными рисунками, расположенные в Уральских горах на Еловом мысе на реке Исети в окрестностях Екатеринбурга, в 4,5 километрах к северу от деревни Палкино, между грунтовой дорогой, идущей от посёлка Северка к станции Гать, и правобережьем проточного озера Мелкого. Еловый мыс более чем на полкилометра вдаётся в торфяное болото. Скала с рисунками лежит на северо-восточной оконечности Елового мыса, в густом лесу. Административно находится в Железнодорожном районе Екатеринбурга.

## Описание скалы
Еловый мыс полностью покрыт смешанным лесом. Несмотря на название, елей на нём не очень много. Имеется около десятка скальных выходов. Из-за густого леса с тропы заметны далеко не все из них. Скалы невысокие, но живописные. Наиболее интересна последняя, самая удаленная от дороги скала. Её высота примерно семь метров. Выделяется большим двухметровым каменным козырьком, нависающим над болотом. Скала сложена из крупнозернистых серых гранитов, матрацевидной формы выветривания. Её северная и западная стороны отвесны, южная и восточная более пологи. Писаница нанесена на ближайшую к Мелкому озеру скалу, высота которой достигает 7 метров.

## Описание рисунков
Плоскость с рисунками находится на северной стороне, под 2-метровым скальным козырьком на высоте около 1 метра от подножия скалы. Изображения очень плохой сохранности, цвет краски бледно-красный. Помимо нескольких неясных пятен краски, наиболее чётко видны 4 фигуры, расположенные в два яруса.
На верхнем ярусе можно увидеть профильное изображение птицы высотой 32 см. Фигура нанесена линией толщиной 1,5—2 см. Изображение предельно схематично, но при этом достаточно реалистично. Смотрящая влево голова птицы и шея переданы одной линией. Туловище немного непропорциональное, прямоугольное, слегка наклонено вперёд. Выше двумя параллельными горизонтальными линиями переданы крылья.
Левее этой фигуры изображён ромб с опущенным на верхний угол отрезком. Высота рисунка 33 см.
Немного левее и ниже сохранились рисунки ещё двух птиц, высотой 31 и 29 см, эти фигуры нанесены в той же манере, что и первая. По соотношению пропорций головы и туловища, а также длинной шее, можно предположить, что фигуры изображают лебедей.
Композиция писаницы на Еловом мысе, скорее всего, имеет охотничье-магическое значение и не выпадает из круга сюжетов, традиционных для Урала. Рисунки имеют схожесть с изображениями на керамических сосудах гамаюнской культуры и могут быть датированы началом бронзового века.
К особенности этого памятника можно отнести северную ориентацию плоскости с рисунками. Судя по одинаковой сохранности фигур писаницы, можно говорить об их одновременном нанесении.

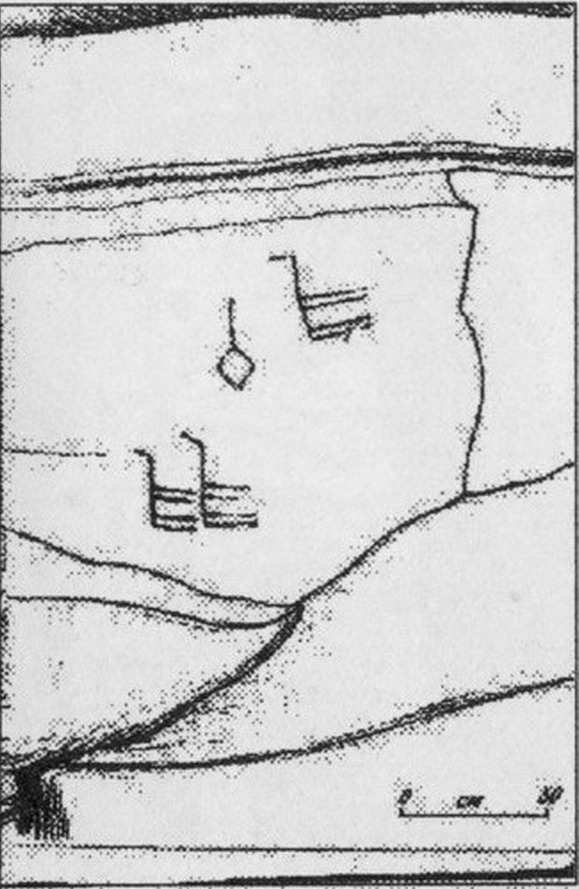
Зарисовка изображений
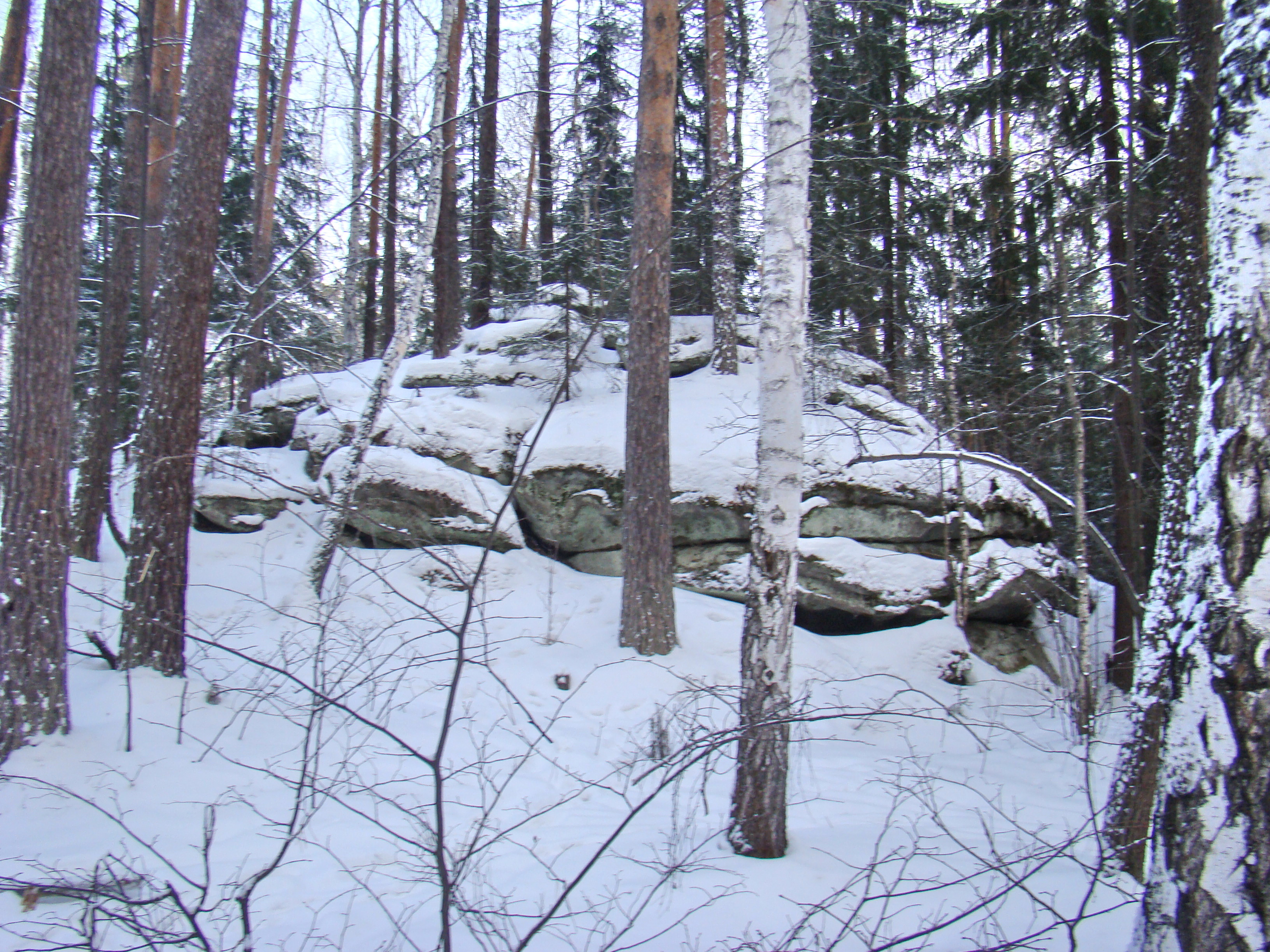
Скала, вид с юго-запада
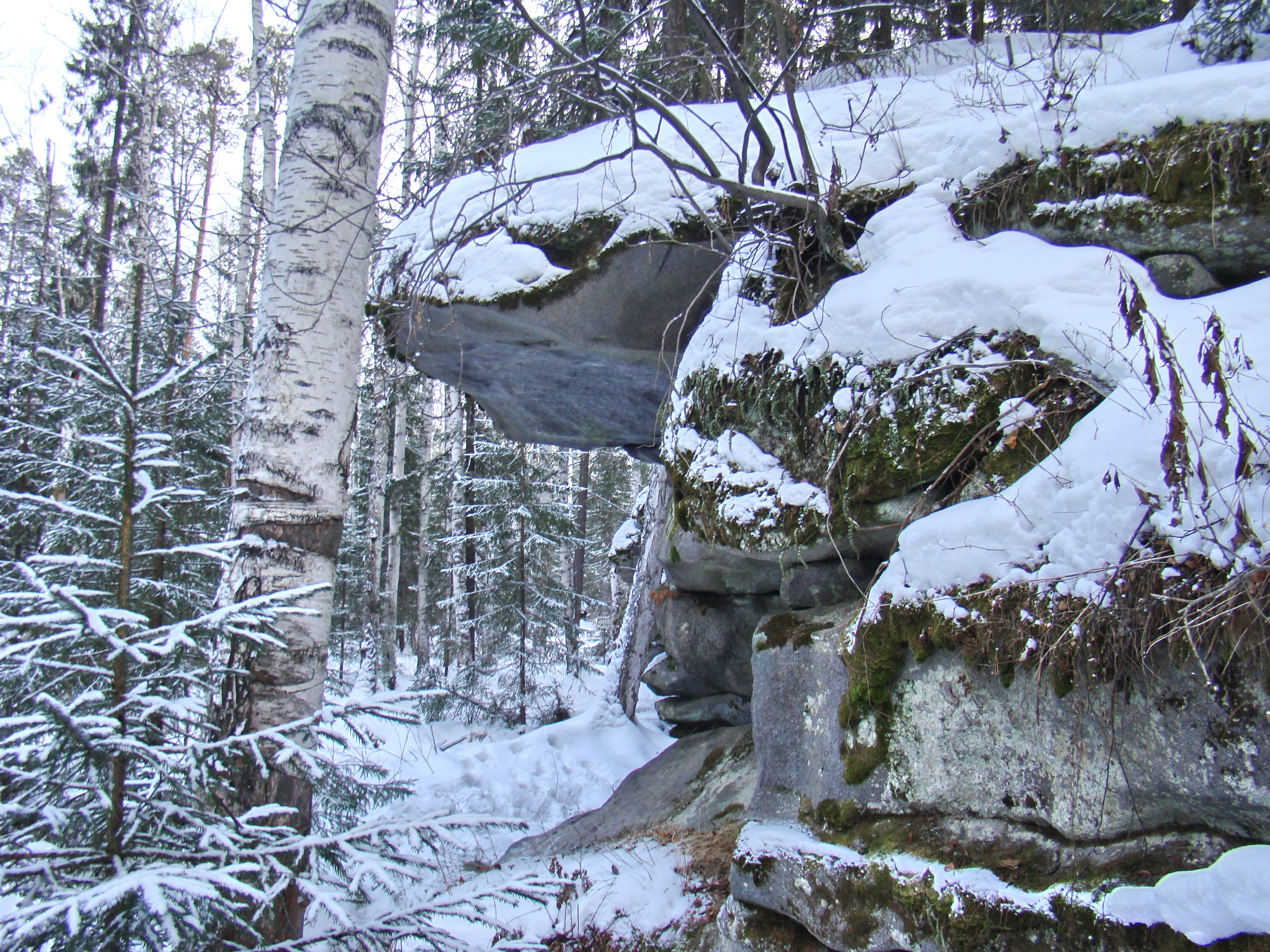
Под этим козырьком находятся древние изображения
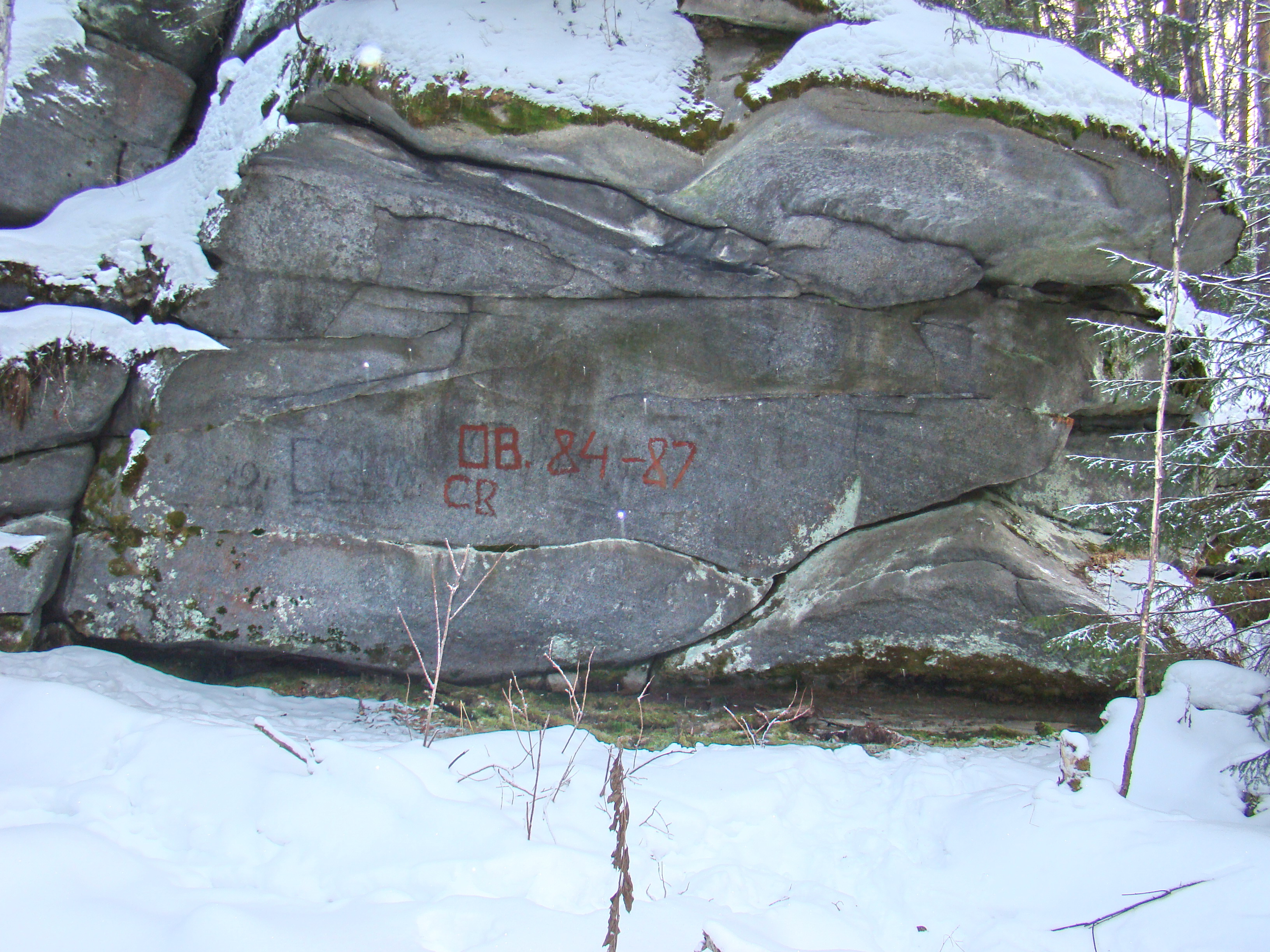
Скала, вид с севера
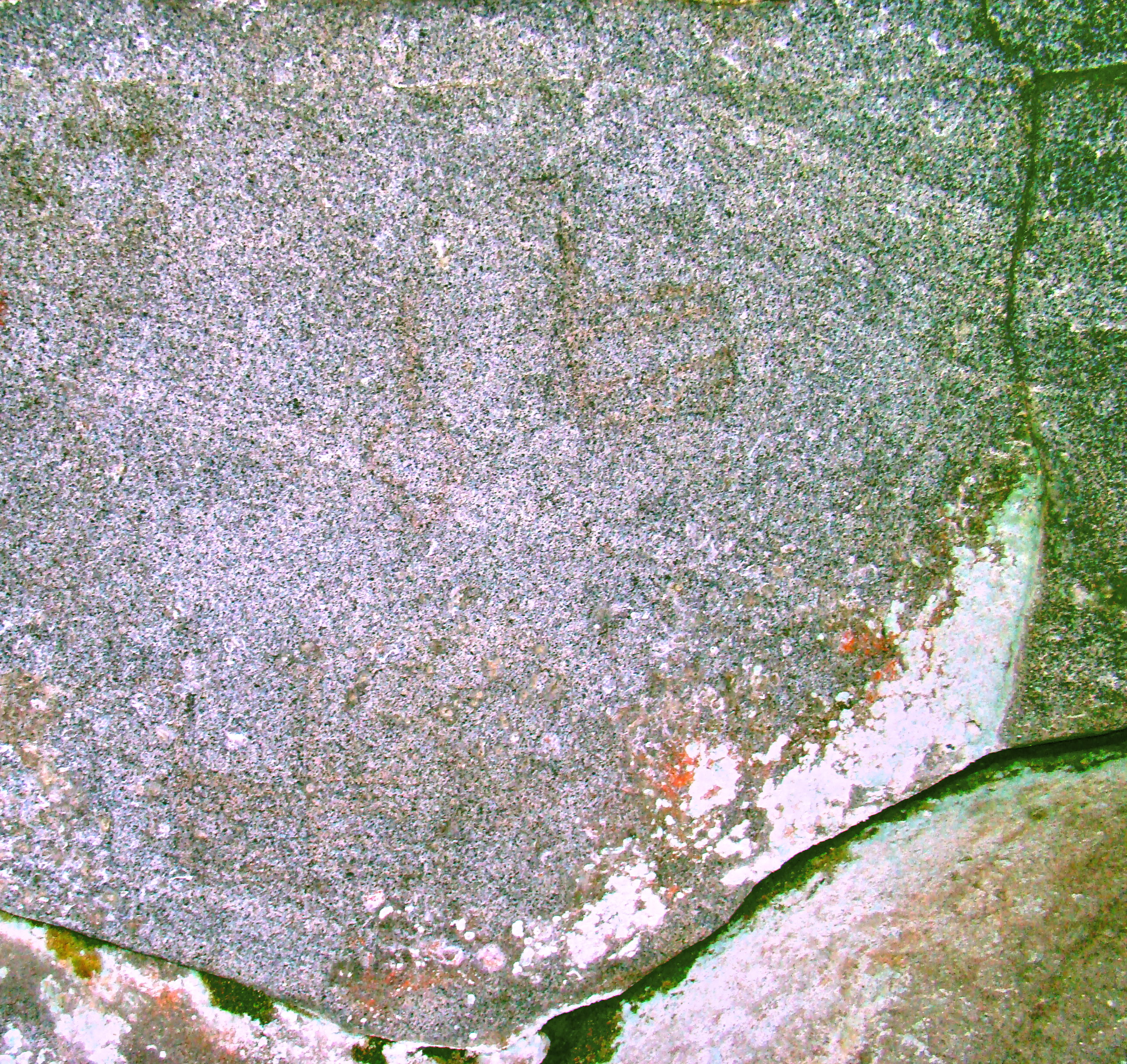
Фото изображений
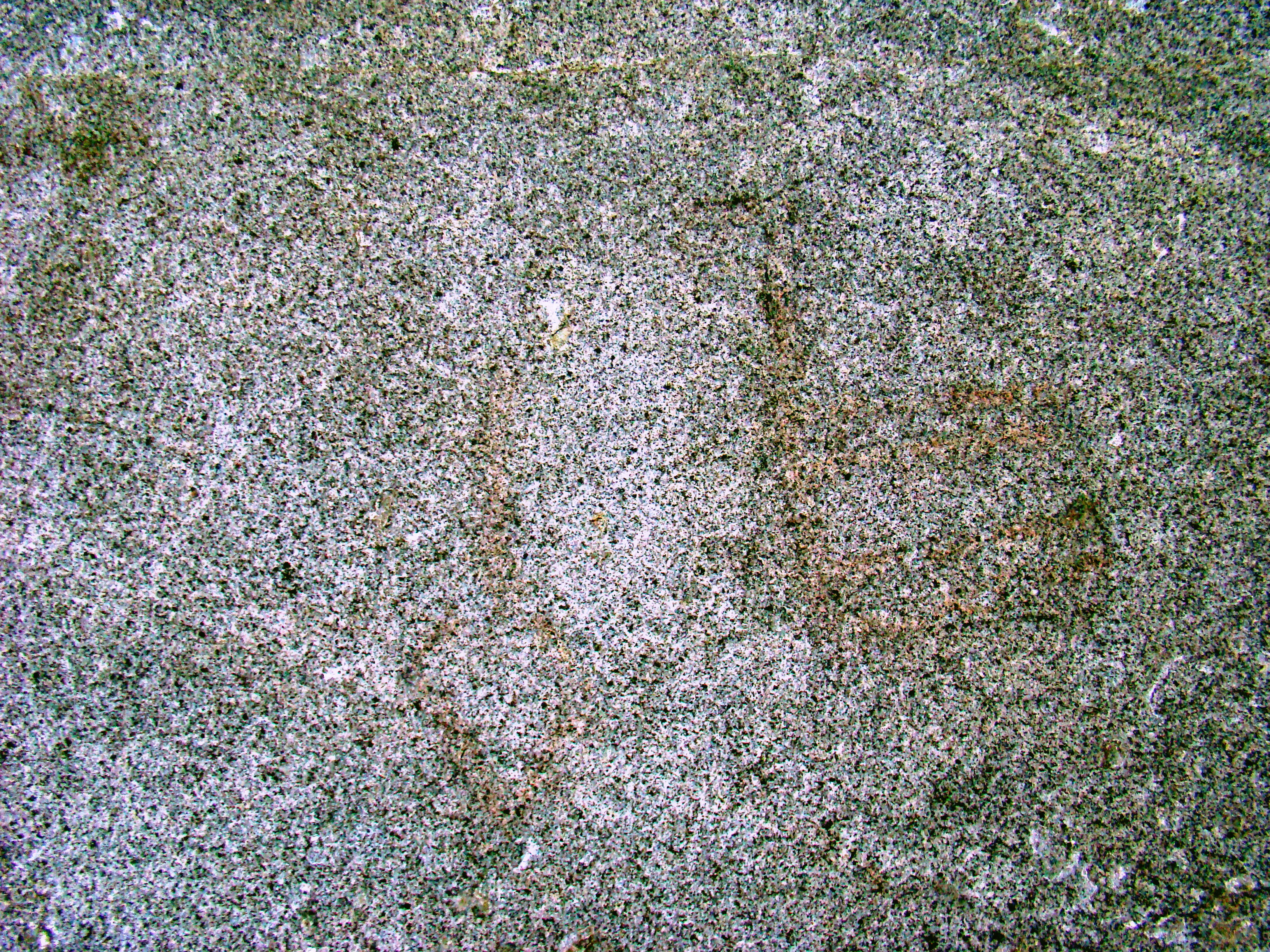
Фото изображений, верхний ярус
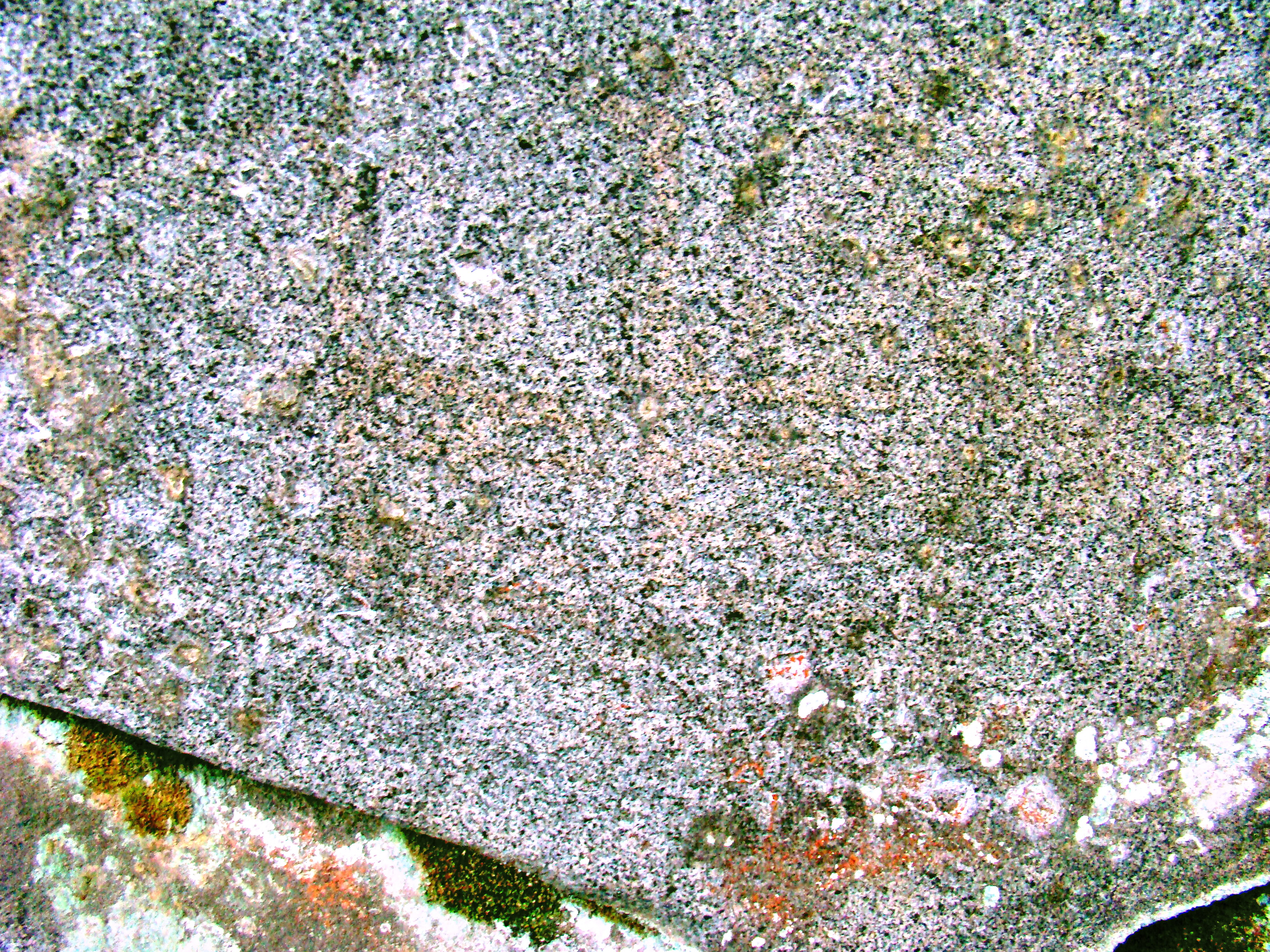
Фото изображений, нижний ярус

## Современное состояние памятника
Писаница на Еловом мысе была обнаружена весной 1979 года. Окрестности памятника известны многочисленными археологическими памятниками эпох Неолита, Бронзового и Железного веков. Эта местность привлекала исследователей с конца XIX века, здесь проводили раскопки Н. А. Рыжников (1897—1901), Ю. П. Аргентовский (1906), Е. М. Берс (1950-е). Поэтому достаточно позднее открытие рисунков удивительно и объясняется лишь расположением рисунков на северной стороне скалы, их слабой освещённостью и труднодоступностью местности. И в наше время памятник расположен в буреломном, заболоченном лесу. Однако это место часто посещается людьми, около скалы оборудовано костровище. Писаница привлекает любознательных людей, любителей краеведческих прогулок, посещается во время школьных походов. Для большей контрастности рисунки кем-то были подведены карандашом.
Левее рисунков кто-то нанёс масляной краской и углём буквы и цифры. Рисунки, сделанные древними людьми природной краской — охрой, выдержали тысячелетия, но не могут противостоять современному вандализму.